# Mark Oliver
Mark Oliver (n. Vancouver, Canadá. 1966) es un actor de doblaje que trabaja para Ocean Studios, con sede en Vancouver, Canadá. Ha desempeñado varios papeles en series animadas como Rau Le Creuset en Mobile Suit Gundam SEED y Garamaru en Inuyasha.

## Filmografía

### Anime
- Dragon Ball Z - Blueberry, Zeso, Mustard
- InuYasha - Garamaru
- MegaMan NT Warrior - FreezeMan.EXE
- Mobile Suit Gundam SEED - Rau Le Creuset, George Allster
- Mobile Suit Gundam SEED Destiny - Rau Le Creuset
- Mobile Suit Gundam SEED: Special Edition - Rau Le Creuset
- Mobile Suit Gundam Wing - Extras
- Powerpuff Girls Z - Him
- Transformers: Cybertron - Thundercracker, Undermine
- Saiunkoku Monogatari - Kijirn Kou, Asesino 1, miembro 2 del equipo Seikan
- Underworld: Endless War - Michael Corvin

### Series animadas
- Candy Land: The Great Lollipop Adventure - Lord Licorice
- Ositos cariñositos: aventuras en quiéreme mucho - Grizzle
- Dance of the Dead - Entrenador Keel
- Dragon Booster - Word Paynn, Original Dragon Booster, Drakkus
- Fantastic Four: World's Greatest Heroes - Comandante Kl'rt/Super-Skrull
- Iron Man: Armored Adventures - Ivan Vanko (Crimson Dynamo)
- Krypto the Superdog - Mechanikat
- Max Steel - Miles Dread
- My Little Pony: Friendship is Magic - Gustave Le Grand
- Shadow Raiders - King Cryos
- Slugterra - Dr. Thaddius Blakk
- Storm Hawks - El coronel/Cook/Mr. Moss
- Lego Ninjago: Masters of Spinjitzu - Lord Garmadon, Dr Julien "Tinkerer"

### Videojuegos
- Mobile Suit Gundam: Encounters in Space - Nimbus Schterzen
- Battle Assault 3 Featuring Gundam SEED - Rau Le Creuset
- Homeworld 2 - Makaan
- Prototype - Additional voices
- Kessen - Yasumasa Sakakibara
- Warhammer 40.000: Dawn of War - Chaos Space Marine, Aspiring Champion, Librarian Isador Akios
- Call of duty black ops -Spetsnaz voces multijugador
- Call of duty modern warfare 2 - Spetsnaz voces multijugador

### Películas
- The Outsider - Hassellbring
- 2012 - Personal de seguridad
- The Crazies - Trabajador de rescate
- We Are Marshall - Ernie Salvatore
- Daddy's Little Girls - Jennifer's Lawyer
- Sweet Home Alabama - Guardia número dos
- Scream 2 - Reportero número seis
- Sleepaway Camp III: Teenage Wasteland - Tony DeRaro
- Hairspray - Estudiante
- Bajoterra: retorno de los elementales - Dr. Thaddius Blakk